# Campionati asiatici di sollevamento pesi 1965
I Campionati asiatici di sollevamento pesi 1965, 3ª edizione della manifestazione, si svolsero a Teheran dal 27 ottobre al 3 novembre 1965; la gara mondiale venne considerata valida anche come campionato asiatico e furono classificati i tre atleti del continente col miglior piazzamento.

## Titoli in palio
| Categoria            | Eventi         | Atleti |
| -------------------- | -------------- | ------ |
| Pesi gallo           | Fino a 56 kg   | 4      |
| Pesi piuma           | Fino a 60 kg   | 6      |
| Pesi leggeri         | Fino a 67.5 kg | 5      |
| Pesi medi            | Fino a 75 kg   | 4      |
| Pesi massimi leggeri | Fino a 82.5 kg | 3      |
| Pesi mediomassimi    | Fino a 90 kg   | 5      |
| Pesi massimi         | Oltre i 90 kg  | 4      |

## Nazioni partecipanti
Ai campionati parteciparono 31 atleti rappresentanti di 8 nazioni. Cinque di queste entrarono nel medagliere. Tra parentesi i partecipanti per nazione.
- Filippine (1)
- Giappone (7)
- Iran (7)
- Iraq (7)
- Israele (3)
- Libano (1)
- Siria (3)
- Thailandia  (2)

## Risultati
| Evento      | Oro                  | Oro   | Argento          | Argento | Bronzo            | Bronzo |
| ----------- | -------------------- | ----- | ---------------- | ------- | ----------------- | ------ |
| 56 kg       | Shirō Ichinoseki     | 355,0 | Yoshiyuki Miyake | 345,0   | Mohammad Nassiri  | 335,0  |
| 60 kg       | Yoshinobu Miyake     | 385,0 | Latif            | 315,0   | Sanun Tiamsert    | 307,5  |
| 67,5 kg     | Takeo Kimura         | 400,0 | Parviz Jalayer   | 395,0   | Nobuyuki Hatta    | 385,0  |
| 75 kg       | Mohammad Ami-Tehrani | 407,5 | Mohammed Nadum   | 402,5   | Hachiro Fuijwara  | 392,5  |
| 82,5 kg     | Mahmoud Rashid       | 410,0 | Shakir Salman    | 380,0   | Moughrabi         | 375,0  |
| 90 kg       | Mongashti Amirian    | 430,0 | Reza Estaki      | 422,5   | Samih Moudallal   | 417,5  |
| Oltre 90 kg | Manouchehr Boroumand | 470,0 | Safaee           | 447,5   | Hadi Abdul Jabbar | 435,0  |

## Medagliere
| Posiz. | Nazione    | Oro | Argento | Bronzo | Totale |
| ------ | ---------- | --- | ------- | ------ | ------ |
| 1      | Iran       | 3   | 3       | 1      | 7      |
| 2      | Giappone   | 3   | 1       | 2      | 6      |
| 3      | Iraq       | 1   | 3       | 1      | 5      |
| 4      | Siria      | 0   | 0       | 2      | 2      |
| 5      | Thailandia | 0   | 0       | 1      | 1      |
| Totale | Totale     | 7   | 7       | 7      | 21     |